# Франк Гюбнер
Франк Гюбнер (нім. Frank Hübner, 16 жовтня 1950) — німецький яхтсмен.
Олімпійський чемпіон 1976 року в класі 470.